# Aspidium weigleanum
Aspidium weigleanum là một loài dương xỉ trong họ Tectariaceae. Loài này được Kunze mô tả khoa học đầu tiên năm 1851.
Danh pháp khoa học của loài này chưa được làm sáng tỏ. 